# Lebanon (Tennessee)
Lebanon település az Amerikai Egyesült Államok Tennessee államában, Wilson megyében, melynek megyeszékhelye is. Lakosainak száma 38 431 fő (2020. április 1.).

## Népesség
A település népességének változása:
| Lakosok száma | 26 190 | 32 372 | 38 431 |
|               | 2010   | 2016   | 2020   |